# Jair da Costa
Jair da Costa (Santo André, São Paulo, 9 de julio de 1940-Osasco, São Paulo, 26 de abril de 2025) fue un futbolista brasileño que se desempeñaba como extremo derecho. Su último club fue Windsor Stars de Canadá.

## Biografía
Jair empezó en las categorías inferiores del Portuguesa, pero solo estuvo un año en el club brasileño, fichando en 1962 por el Inter de Milán. Allí, Jair vivió la mejor época en la historia del club lombardo, dirigido por Helenio Herrera, en un equipo integrado por jugadores como Luis Suárez, Giacinto Facchetti, Tarcisio Burgnich, Aristide Guarneri, Angelo Domenghini, Sandro Mazzola y el legendario capitán Armando Picchi. Tras dos ciclos en dicho club, Jair se retiró jugando para Windsor Stars en 1975.
En el plano internacional, Jair no tuvo tanta suerte como jugador de club, disputando tan solo un partido con la selección de fútbol de Brasil, debido, en parte, a que en su época jugaba en su posición un jugador de tamaña calidad como Garrincha.

## Clubes
| Club                 | País   | Año         |
| -------------------- | ------ | ----------- |
| Portuguesa           | Brasil | 1961 - 1962 |
| F. C. Internazionale | Italia | 1962 - 1967 |
| A. S. Roma           | Italia | 1967 - 1968 |
| F. C. Internazionale | Italia | 1968 - 1972 |
| Santos F. C.         | Brasil | 1972 - 1974 |
| Windsor Stars        | Canadá | 1975        |

## Palmarés

### Campeonatos nacionales
| Título              | Club                 | País   | Año  |
| ------------------- | -------------------- | ------ | ---- |
| Serie A             | Internazionale       | Italia | 1963 |
| Serie A             | Internazionale       | Italia | 1965 |
| Serie A             | Internazionale       | Italia | 1966 |
| Serie A             | Internazionale       | Italia | 1971 |
| Campeonato Paulista | Santos Futebol Clube | Brasil | 1973 |

### Campeonatos internacionales
| Título                 | Club (*)       | País   | Año  |
| ---------------------- | -------------- | ------ | ---- |
| Copa Mundial de Fútbol | Brasil         | Brasil | 1962 |
| Copa de Europa         | Internazionale | Italia | 1964 |
| Copa de Europa         | Internazionale | Italia | 1965 |